# 弗朗兹·施雷克尔
弗朗兹·施雷克尔（德語：Franz Schreker，1878年3月23日—1934年5月21日），犹太血统的奥地利作曲家，指挥家，音乐教育家。

## 生平
1892年入维也纳音乐学院学习，1907年建立维也纳爱乐合唱团，1920-1932年任柏林高等音乐学校校长。纳粹上台后遭到迫害，1934年逝世于柏林。
施雷克尔主要创作歌剧，音乐继承瓦格纳以及理查·施特劳斯的风格，并具有表现主义特征。